# Раранський Микола Дмитрович

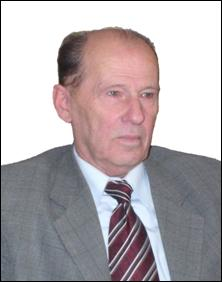
Раранський Микола Дмитрович

Микола Дмитрович Раранський (*18 березня 1938 — 12 січня 2023) — український учений-фізик. Доктор фізико-математичних наук, професор. Академік АН ВШ України з 1993 р.
Народився в с. Турятка Глибоцького району Чернівецької обл. В 1960 р. закінчив кафедру рентгено-металофізики фізичного факультету Чернівецького державного університету. У 1960—1964 рр. працював інженером на Чернівецькому інструментальному заводі. У 1964—1968 рр. аспірант кафедри рентгено-металофізики ЧДУ. З 1969—1974 рр. працював на посадах інженера, викладача, доцента кафедри фізики твердого тіла фізичного факультету ЧДУ. В 1970 р. захистив кандидатську дисертацію. У 1974—2003 рр. — декан фізичного факультету ЧДУ; з 1988 року — завідувач кафедри фізики твердого тіла. В 1987 р. захистив докторську дисертацію на тему «Маятникові і муарові смуги в реальних монокристалах».
Створив новий науковий напрям — динамічне розсіяння Х-променів та Х-променева інтерферометрія. Робота в галузі дослідження фотон-фотонних і рентгено-акустичних ефектів розсіяння в реальних кристалах відзначена Державною премією України (1994).
Автор понад 450 наукових праць і навчальних посібників: «Точкові дефекти в алмазоподібних напівпровідниках», «Фізичні основи матеріалознавства», «Фізико-хімічні основи методів створення та аналізу точкових дефектів».
Підготував 25 кандидатів і 3-х докторів наук.
За досягнення в науковій і педагогічній роботі присвоєно звання «Заслужений діяч науки і техніки України» (1988).